# FC UNA Strassen
FC UNA Strassen je lucemburský fotbalový klub se sídlem ve Strassenu v jižním Lucembursku. Byl založen v roce 1922. Hraje Nationaldivisioun, nejvyšší lucemburskou soutěž.

## V evropských soutěžích
UNA Strassen se již dvakrát kvalifikovala do evropských soutěží, pokaždé do Konferenční ligy UEFA. Kvalifikovala se do Konferenční ligy UEFA 2024/25, kde v prvním předkole vypadla s Kuopion Palloseura (0:5). UNA Strassen se také kvalifikovala do ročníku 2025/26, kde ve druhém předkole prohrála s Dundee United FC (0:2).